# Matriz de Camaragibe (kommun)
Matriz de Camaragibe är en kommun i Brasilien.   Den ligger i delstaten Alagoas, i den östra delen av landet, 1 500 km nordost om huvudstaden Brasília. Antalet invånare är 23 780.
Följande samhällen finns i Matriz de Camaragibe:
- Matriz de Camaragibe

Omgivningarna runt Matriz de Camaragibe är en mosaik av jordbruksmark och naturlig växtlighet. Runt Matriz de Camaragibe är det ganska tätbefolkat, med 75 invånare per kvadratkilometer.